# FA Women's National League North
FA Women's National League North är en fotbollsserie på den tredje högsta nivån inom damfotboll i det engelska ligasystemet, tillsammans med National League South. Dessa två divisioner är en del av FA Women's National League och är på nivån under FA Women's Super League och FA Women's Championship.
Innan den omorganisation av engelsk damfotboll som skedde inför säsongen 2018/2019 hette serien FA Women's Premier League Northern Division.
Vinnare går upp i den näst högsta serien FA Women's Championship och de två sista lagen åker ur serien till de regionala serierna.

## Tidigare vinnare
| Säsong    | Vinnare               |
| --------- | --------------------- |
| 2000/2001 | Leeds United LFC      |
| 2001/2002 | Birmingham City LFC   |
| 2002/2003 | Aston Villa LFC       |
| 2003/2004 | Liverpool LFC         |
| 2004/2005 | Sunderland AFC Women  |
| 2005/2006 | Blackburn Rovers LFC  |
| 2006/2007 | Liverpool LFC         |
| 2007/2008 | Nottingham Forest LFC |
| 2008/2009 | Sunderland AFC Women  |
| 2009/2010 | Liverpool LFC         |
| 2010/2011 | Aston Villa LFC       |
| 2011/2012 | Manchester City LFC   |
| 2012/2013 | Sheffield FC Ladies   |
| 2013/2014 | Sheffield FC Ladies   |
| 2014/2015 | Sheffield FC Ladies   |
| 2015/2016 | Sporting Club Albion  |
| 2016/2017 | Blackburn Rovers      |
| 2017/2018 | Blackburn Rovers      |
| 2018/2019 | Blackburn Rovers      |